# 勝次
勝次（かつじ、1987年3月1日 - ）は、日本の男性キックボクサー。本名高橋勝治（たかはし かつじ）。兵庫県三木市出身。目黒藤本ジム所属。

## 来歴
1987年3月1日、兵庫県生まれ。 兵庫県立三木東高等学校在学中にキックボクシングを始め、在学中に夏休みなどを利用してタイに渡り、言葉を覚えながら修業した。2004年に高校を卒業し、神戸YMCA学院専門学校に入学。専門学校を卒業後、「キックボクシングで１番になりたい」と、住む場所も決めずに上京し、名門の目黒藤本ジムに入った。。
2006年5月21日にデビュー。「２年くらいでチャンピオンになれるだろう」と思っていたが、初めてタイトルマッチのチャンスをつかんだのは上京から７年後。試合に敗れ、応援団からも厳しい言葉を掛けられた。しかし、「心から応援してくれる人がいる」と奮起し、１年後に日本ライト級チャンピオンに就いた。

## 人物
身体をよくするストレッチにハマっており、休日は温泉など身体のケアをすることが多い。好きな音楽は、流行りの音楽をアプリで視聴。苦手なものは、運転だそうである。水（CARO）、A-wear、加圧ゴルフ、アミノクライトを愛用。『刃牙』や『ろくでなしブルース』を愛読している。特技は整体。

## 戦績
| キックボクシング 戦績 | キックボクシング 戦績 | キックボクシング 戦績 | キックボクシング 戦績 | キックボクシング 戦績 | キックボクシング 戦績 | キックボクシング 戦績 |
| --------------------- | --------------------- | --------------------- | --------------------- | --------------------- | --------------------- | --------------------- |
| 35 試合               | (T)KO                 | 判定                  | その他                | 引き分け              | 無効試合              |                       |
| 22 勝                 | 8                     |                       |                       | 6                     |                       |                       |
| 7 敗                  |                       |                       |                       | 6                     |                       |                       |